# Worship Music (álbum)
Worship Music es el décimo álbum de estudio de la banda estadounidense de thrash metal Anthrax. Publicado en septiembre de 2011, supone el primero con nuevo material desde el lanzamiento de We've Come for You All en 2003. Este trabajo marcó también el regreso del vocalista Joey Belladonna, ausente desde la grabación de Persistence of Time en 1990, así como el último con el guitarrista Rob Caggiano, quien abandonó el grupo en enero de 2013.
La grabación del álbum fue un proceso largo que comenzó en noviembre de 2008. El retraso en su publicación se debió a problemas a raíz de la salida del vocalista Dan Nelson y la reunión con John Bush, quien en última instancia decidió no participar en el disco. La banda finalmente volvió a contratar a Belladonna como vocalista y terminó su grabación en abril de 2011. Desde su lanzamiento recibió en general buenas reseñas por parte de la crítica y debutó en el puesto doce de la lista estadounidense Billboard 200, la mejor posición para el grupo desde Sound of White Noise de 1993.

## Antecedentes

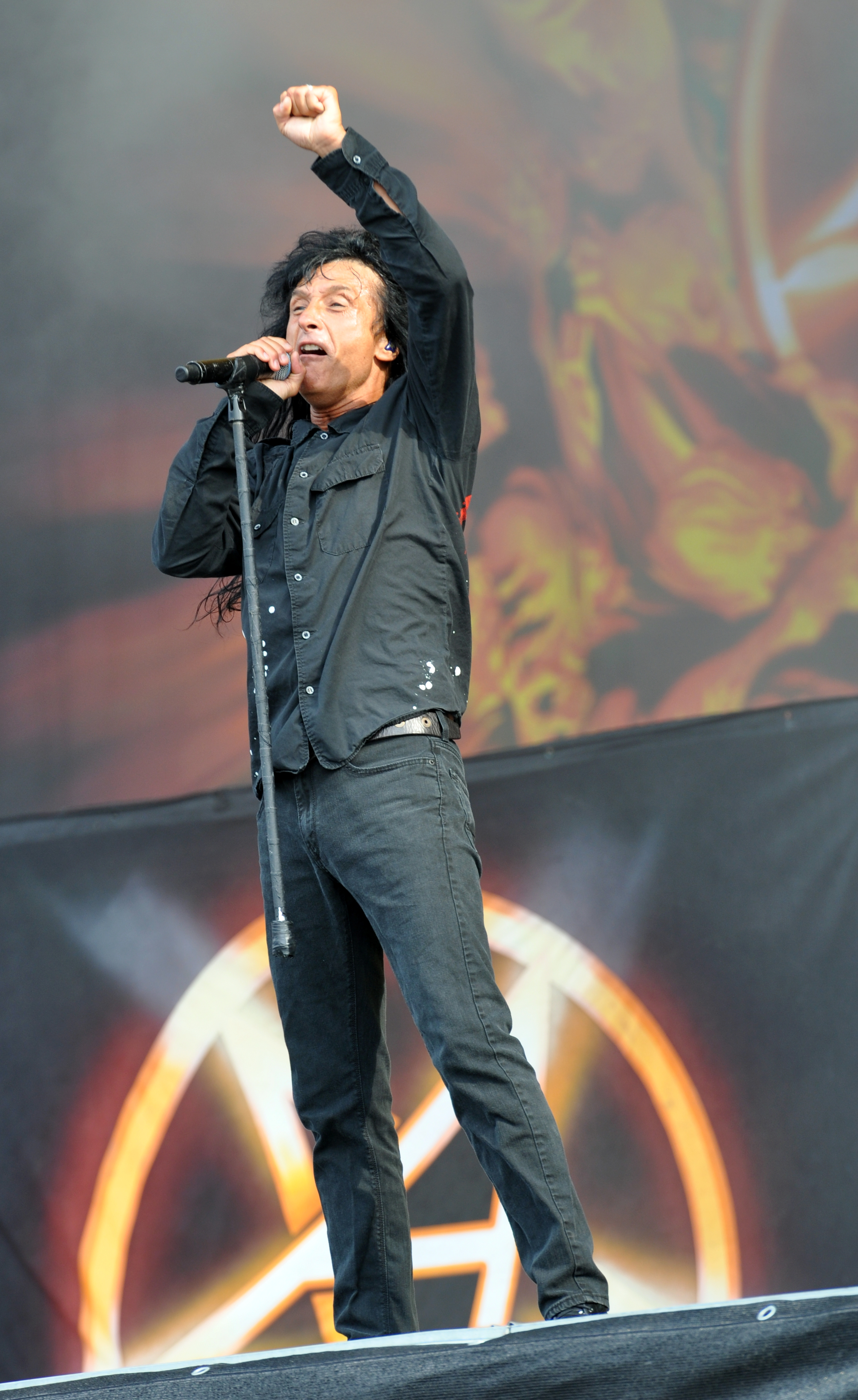
Joey Belladonna, en la imagen actuando en el festival de Wacken de 2013, regresó al grupo para la grabación del álbum.

El 22 de diciembre de 2008, el guitarrista Scott Ian reveló en su columna mensual Food Coma, de la página web SuicideGirls, que desde el 4 de noviembre estaba trabajando en un nuevo trabajo de Anthrax en el estudio de grabación. Ian anunció también que habían sido grabadas las pistas de batería, bajo y guitarra rítmica de diecinueve canciones y que el proceso de grabar las voces había comenzado. Según el músico: «Deberíamos estar mezclando el álbum a finales de enero y poco después dar luz a un niño fuerte, rápido, pesado y realmente cabreado». En su siguiente columna, de mayo de 2009, el guitarrista añadió que el álbum estaba siendo mezclado por Dave Fortman, que ya había realizado la misma tarea en varios trabajos de Evanescence y en All Hope Is Gone de Slipknot. Mediante un mensaje en el sitio web de Anthrax, el batería Charlie Benante declaró que Worship Music se publicaría en mayo.
En un principio, el vocalista del álbum iba a ser Dan Nelson; sin embargo, después de algunos problemas a lo largo del año, dejó de formar parte del grupo. Ante la pregunta de qué sucedería con el trabajo, Ian comentó: «Hasta que no tengamos nuevo cantante, no puedo decir qué va a pasar con el disco. Probablemente cambiaremos algunas cosas, entre ellas la voz. Sin embargo, aún no hemos decidido nada. Esperemos que podamos publicarlo el año que viene». Como sustituto de Nelson, la banda contrató al exvocalista John Bush para realizar las actuaciones en directo y participar en la grabación del álbum, cosa que finalmente no sucedió. En una entrevista para Metalsucks, el recién llegado dijo: «Estamos tratando de grabar las canciones que ya habían sido registradas. Por otra parte, también estamos solucionando algunos aspectos legales del álbum».
Sin embargo, Bush decidió no comprometerse como miembro a tiempo completo y optó por abandonar Anthrax. Como resultado, la banda volvió a reunirse con Joey Belladonna y después de varios conciertos en verano y otoño de 2010, regresó al estudio. Algunos de los temas fueron grabados de nuevo, otros permanecieron sin cambios y otras canciones fueron escritas con Belladonna.
El 8 de octubre de 2010, en el estadio Nassau Veterans Memorial Coliseum, el grupo estrenó el tema «Fight 'Em 'Til You Can't». En diciembre Ian comentó que la banda había completado el álbum y que solo tenía que regrabar dos o tres canciones. Además, el músico confirmó que todo el nuevo material incluiría la voz de Belladonna. El 29 de abril de 2011, Anthrax terminó finalmente la grabación de Worship Music y lo calificó como su «álbum más emocional».
En junio, el tema «Fight 'Em 'Til You Can't» fue publicado como descarga gratuita en el sitio oficial de la banda como una manera de dar las gracias a los aficionados por su espera. Ese mismo mes, Ian anunció en su cuenta de Twitter que habían iniciado el proceso de masterización del álbum. Al mes siguiente, el grupo desveló el diseño de la portada.

## Música y letras
Las canciones «Earth on Hell» y «Revolution Screams» hacen referencia a la democracia en los Estados Unidos y en el resto del mundo. Según Scott Ian, las canciones «tienen mucho que ver con las personas que recuperan el poder», y a pesar de que habían sido compuestas mucho antes, mencionó la revolución egipcia y el movimiento Ocupa Wall Street como ejemplos de este fenómeno. «The Devil You Know», a pesar del común uso de historias de terror como materia, no es una referencia a la novela sueca Let the Right One In, cuyo título se utiliza en un verso de la canción, sino sobre los veteranos de la Segunda Guerra Mundial. Por otra parte, «Fight 'Em 'Til You Can't» es sobre un apocalipsis zombi, e «In the End» es un tributo a los fallecidos Ronnie James Dio, inspiración del grupo, y Dimebag Darrell, quien había contribuido en los tres últimos trabajos de la banda. «Judas Priest» es un homenaje a la banda homónima y en su puente hace mención a algunas de sus canciones más conocidas. «The Constant» trata sobre un capítulo homónimo de la serie de televisión Perdidos.
«I'm Alive» fue compuesta durante el breve periodo en el que Dan Nelson fue miembro de la banda y fue estrenada en directo en 2008, aunque en aquel momento su título era «Vampyres». En un avance del álbum en el sitio Blabbermouth, la canción fue descrita como «hermosa y grande, con una formación que demanda la participación del público».

## Publicación
Worship Music vendió más de 28 000 copias en su primera semana en los Estados Unidos, lo que le permitió alcanzar el puesto doce de la lista Billboard 200, la segunda mejor posición en la carrera del grupo tras el lanzamiento de Sound of White Noise en 1993, que llegó al número siete. En septiembre de 2012, el álbum ya había vendido más de 100 000 copias sólo en los Estados Unidos. El anterior trabajo del grupo, We've Come for You All (2003), debutó en el puesto 122 con solo 10 000 copias vendidas. Worship Music también alcanzó el puesto trece en Alemania y entró en el top 10 en las listas de países como Finlandia, donde llegó a la posición seis.
Cuando se le preguntó sobre una posible continuación de Worship Music, el bajista Frank Bello comentó que la banda tenía la idea de volver a editar el álbum con varias pistas adicionales en otoño de 2012. Pocos días después, en una entrevista para Artisan News el grupo desveló que estaban grabando versiones de «Anthem» de Rush, «Smokin'» de Boston, «TNT» de AC/DC, «Neon Knights» de Black Sabbath y «Keep on Runnin» de Journey, para incluir como temas extra. La edición especial de Worship Music salió a la venta el 22 de marzo de 2013 a través de Nuclear Blast. La edición incluyó el álbum original y un EP de versiones titulado Anthems y que también fue publicado por separado el mismo día en Europa, y tres días después en los Estados Unidos.

## Recepción
Worship Music obtuvo en general críticas positivas de la prensa musical. Dos semanas antes de su lanzamiento, Tim Henderson de la revista Brave Words elogió el álbum en su conjunto, calificó «I'm Alive» como «pegadiza como el infierno» y destacó «In the End» por su «prístina producción y el ritmo de su traqueteo». Greg Prato de Allmusic le otorgó tres estrellas y media de cinco posibles y señaló que, a pesar de los problemas que rodearon la salida de Dan Nelson, el álbum encaja «perfectamente». Prato también lo calificó como su mejor disco desde Persistence of Time de 1990. Jason Heller de The A.V. Club lo alabó por librarse del «hedor del nu metal» de su anterior trabajo, lo calificó como «una remontada para Anthrax» y señaló que devuelve a la banda «al dinamismo juvenil». Por otra parte, Malcom Dome, de la revista Classic Rock, observó que Worship Music es musicalmente una mezcla del «poder rutinario» de We've Come for You All y el «enfoque más claro y melódico» de Among the Living, dando como resultado un disco que es «violentamente metálico pero sofisticado».
Chad Grischow de IGN comentó que el álbum suena «tan fresco y eruptivo como siempre» y alabó los temas «Earth on Hell», «Fight 'Em 'Til You Can't», «The Devil You Know», «In the End» y «Revolution Screams», aunque calificó «Crawl» como un «paso en falso». Chad Bowar, crítico de About, elogió a Belladonna y señaló que su trabajo vocal tiene una «excelente variedad» y está «lleno de angustia y emoción». Bowar también habló positivamente de la banda y escribió que suena «rejuvenecida». Matthew Wilkening de Loudwire dijo que la ausencia de veinte de años de Belladonna «no parece afectar a la química natural del grupo». En su crítica para PopMatters, Chris Colgan describió la música del disco como «una mezcla de los últimos trabajos de Anthrax con matices del sonido thrash de sus comienzos». Colgan también añadió que aunque no era «el álbum glorioso que todo el mundo estaba esperando» es un «muy buen disco con signos de dirección positiva por parte de la banda».
En diciembre de 2012, el tema «I'm Alive» consiguió una nominación en la 55° entrega de los premios Grammy en la categoría de mejor interpretación de hard rock/metal, aunque el ganador fue «Love Bites (So Do I)» de Halestorm.

## Gira

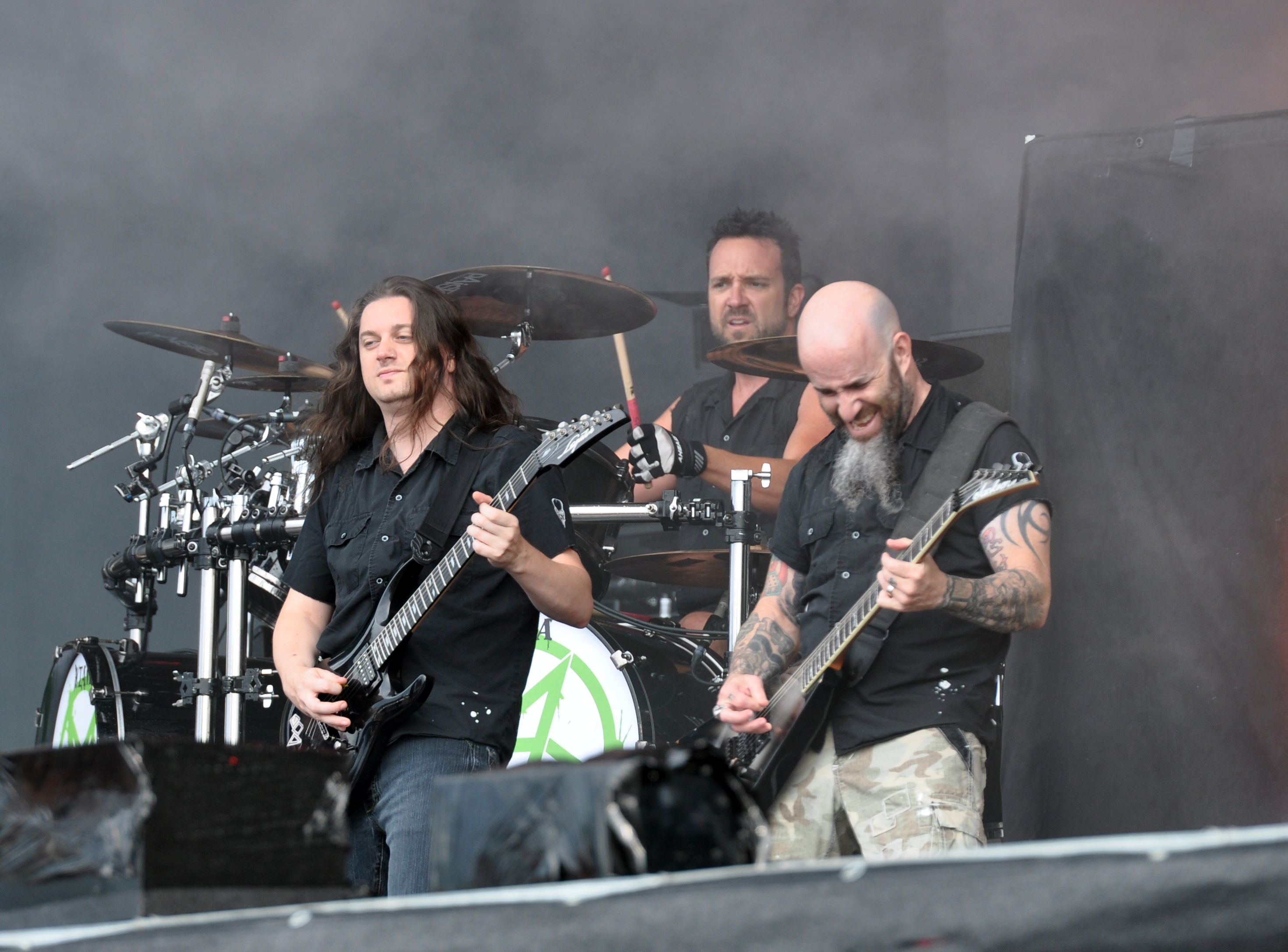
Anthrax actuando en el festival de Wacken de 2013 con Jonathan Donais a la guitarra y Jon Dette a la batería.

Para promocionar Worship Music, Anthrax realizó una gira de dos años que comenzó en verano de 2011 junto a Metallica, Slayer y Megadeth. Scott Ian no pudo participar en el tramo europeo debido al nacimiento de su hijo, por lo que le reemplazó el guitarrista de Sepultura, Andreas Kisser. La banda continuó la gira en los Estados Unidos durante los meses de octubre y noviembre con Testament y Death Angel como teloneros. Los tres grupos volvieron a actuar juntos a principios de 2012, esta vez para promocionar el álbum de Testament The Dark Roots of Earth. El trío realizó una tercera etapa de su gira conjunta en otoño de ese mismo año. A finales de 2012, Anthrax realizó diez conciertos en Reino Unido junto a Motörhead.
A comienzos de 2013, Rob Caggiano abandonó el grupo para unirse a Volbeat y le sustituyó Jonathan Donais de Shadows Fall. En marzo, la banda fue contratada como cabeza de cartel de la gira anual Metal Alliance Tour, en la cual interpretó su álbum Among the Living (1987) al completo. Los otros participantes en el evento fueron Exodus, Municipal Waste y Holy Grail. Charlie Benante no participó en las actuaciones fuera de los Estados Unidos debido a «problemas personales» y le reemplazó John Dette, exbatería de Slayer. El 10 de mayo, con Benante ya a la batería, el grupo realizó un concierto en Santiago de Chile que fue grabado para su posterior lanzamiento en DVD. Al terminar la gira, Ian declaró que se tomarían un breve descanso antes de volver a reunirse en el estudio para trabajar en un nuevo disco.

## Lista de canciones
Todas las canciones escritas y compuestas por Scott Ian, Frank Bello, Rob Caggiano, Joey Belladonna, Charlie Benante y Dan Nelson excepto donde sea indicado.

| N.º   | Título                     | Compositor/es                              | Duración |  |
| 1.    | «Worship»                  | Ian, Bello, Caggiano, Belladonna y Benante | 1:41     |  |
| 2.    | «Earth on Hell»            |                                            | 3:11     |  |
| 3.    | «The Devil You Know»       |                                            | 4:46     |  |
| 4.    | «Fight 'Em 'Til You Can't» |                                            | 5:48     |  |
| 5.    | «I'm Alive»                |                                            | 5:37     |  |
| 6.    | «Hymn 1»                   | Ian, Bello, Caggiano, Belladonna y Benante | 0:38     |  |
| 7.    | «In the End»               | Ian, Bello, Caggiano, Belladonna y Benante | 6:46     |  |
| 8.    | «The Giant»                |                                            | 3:47     |  |
| 9.    | «Hymn 2»                   | Ian, Bello, Caggiano, Belladonna y Benante | 0:44     |  |
| 10.   | «Judas Priest»             | Ian, Bello, Caggiano, Belladonna y Benante | 6:24     |  |
| 11.   | «Crawl»                    |                                            | 5:29     |  |
| 12.   | «The Constant»             |                                            | 5:01     |  |
| 13.   | «Revolution Screams»       |                                            | 6:10     |  |
| 14.   | «New Noise» (pista oculta) | Refused                                    | 4:46     |  |
| 60:45 |                            |                                            |          |  |

| Pista adicional de la versión japonesa |                   |                |          |  |
| N.º                                    | Título            | Compositor(es) | Duración |  |
| 14.                                    | «Crawl (Orc mix)» |                | 5:02     |  |
| 65:47                                  |                   |                |          |  |

## Créditos
| Anthrax - Scott Ian - guitarra rítmica y coros - Charlie Benante - batería y guitarra - Joey Belladonna - voz - Frank Bello - bajo y coros - Rob Caggiano - guitarra líder Músico adicional - Alison Chesley – violonchelo | Producción - Anthrax – producción - Jay Ruston – mezcla y producción adicional - Asim Ali – ingeniero de sonido - Andy Lagis – ingeniero asistente - Alex Ross – portada - Douglas Heusser – diseño artístico - Ross Halfin – fotografía |

Fuente: Discogs

## Posición en listas
| País            | Lista                 | Mejor posición | Ref.   |
| --------------- | --------------------- | -------------- | ------ |
| Alemania        | German Albums Chart   | 13             | [ 34 ] |
| Australia       | ARIA Albums Chart     | 35             | [ 58 ] |
| Austria         | Ö3 Austria Top 40     | 20             | [ 59 ] |
| Bélgica         | Ultratop (Vl)         | 65             | [ 60 ] |
| Bélgica         | Ultratop (Wa)         | 55             | [ 61 ] |
| Canadá          | Canadian Albums Chart | 33             | [ 62 ] |
| España          | Top 100 Álbumes       | 70             | [ 63 ] |
| Estados Unidos  | Billboard 200         | 12             | [ 10 ] |
| Estados Unidos  | Digital Albums        | 19             | [ 10 ] |
| Estados Unidos  | Independent Albums    | 2              | [ 10 ] |
| Estados Unidos  | Rock Albums           | 5              | [ 10 ] |
| Estados Unidos  | Hard Rock Albums      | 4              | [ 10 ] |
| Finlandia       | Mitä hittiä           | 6              | [ 35 ] |
| Francia         | French Albums Chart   | 62             | [ 64 ] |
| Irlanda         | Irish Albums Chart    | 62             | [ 65 ] |
| Italia          | Top 100 Artisti       | 37             | [ 66 ] |
| Japón           | Oricon Album Chart    | 28             | [ 67 ] |
| Países Bajos    | Mega Album Top 100    | 64             | [ 68 ] |
| Reino Unido     | UK Albums Chart       | 49             | [ 69 ] |
| Reino Unido     | Album Donwloads       | 99             | [ 69 ] |
| Reino Unido     | Physical Albums       | 44             | [ 69 ] |
| Reino Unido     | Rock & Metal Albums   | 2              | [ 69 ] |
| Reino Unido     | Independent Albums    | 7              | [ 69 ] |
| República Checa | Albums - Top 100      | 28             | [ 70 ] |
| Suecia          | Albums Top 60         | 24             | [ 71 ] |
| Suiza           | Top Albums 100        | 28             | [ 72 ] |

| País                 | Lista                  | Mejor posición       | Ref.                 |                      |                      |                      |                      |                      |                      |                      |                      |                      |                      |
| «The Devil You Know» | «The Devil You Know»   | «The Devil You Know» | «The Devil You Know» | «The Devil You Know» | «The Devil You Know» | «The Devil You Know» | «The Devil You Know» | «The Devil You Know» | «The Devil You Know» | «The Devil You Know» | «The Devil You Know» | «The Devil You Know» | «The Devil You Know» |
| -------------------- | ---------------------- | -------------------- | -------------------- | -------------------- | -------------------- | -------------------- | -------------------- | -------------------- | -------------------- | -------------------- | -------------------- | -------------------- | -------------------- |
| Estados Unidos       | Mainstream Rock Tracks | 33                   | [ 73 ]               |                      |                      |                      |                      |                      |                      |                      |                      |                      |                      |
| «I'm Alive»          |                        |                      |                      |                      |                      |                      |                      |                      |                      |                      |                      |                      |                      |
| Estados Unidos       | Mainstream Rock Tracks | 29                   | [ 73 ]               |                      |                      |                      |                      |                      |                      |                      |                      |                      |                      |